# Voile gris

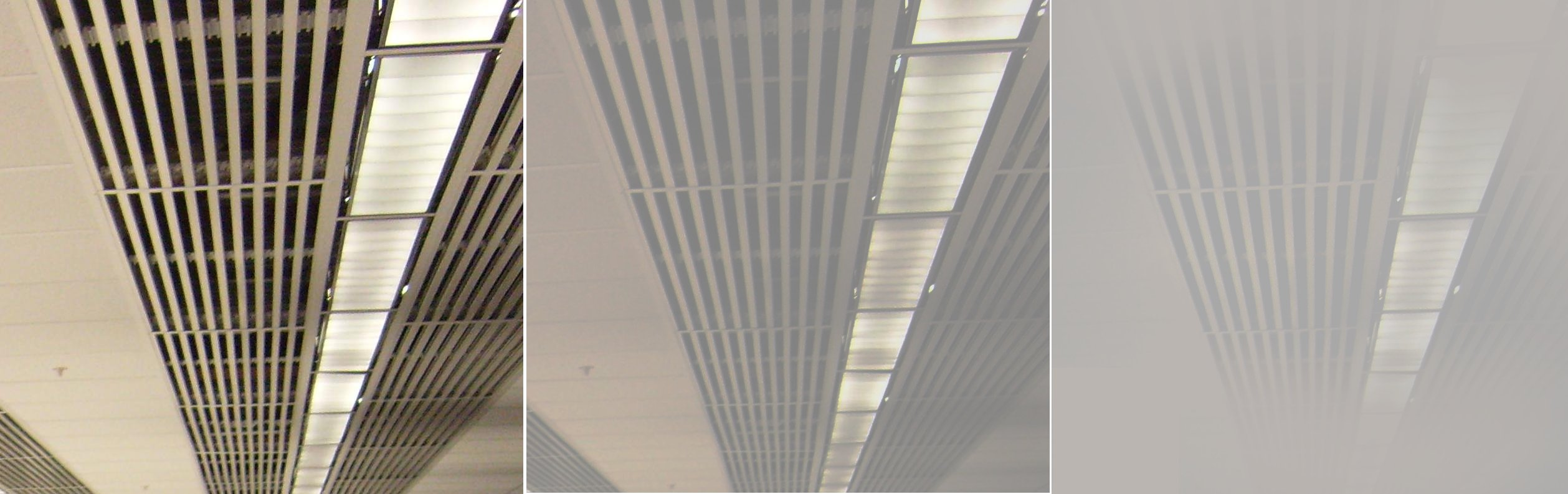
Différents stades (simulés) du voile gris.

Le voile gris est un phénomène physiologique apparaissant en particulier chez les pilotes d'avion dans des conditions de vol extrêmes sous facteur de charge élevé, vers 2 g vers le bas. La pression interne de l'œil n'est alors pas compensée par la pression cardiaque, il y a diminution de l'irrigation oculaire, ceci précédant une diminution de la vision, en particulier dans la périphérie et dans la perception colorimétrique, et éventuellement un voile noir.
Pour contrer cela, les pilotes des avions de chasse portent une combinaison anti-g qui serre en particulier fortement les cuisses pour empêcher le sang de s'y accumuler en grande quantité.